# Stormbringer (album)
Stormbringer  deveti je studijski album britanskog hard rock sastava Deep Purple, kojeg u Americi 1974. godine objavljuje diskografska kuća 'Warner Bros.', a u Velikoj Britaniji  'EMI/Purple'.
Na ovom albumu elementi soula i funka više su istaknuti nego na prethodnom Burn. Ovaj pomak od njihovog klasičnog stila nije dobio odobravanje od Ritchiea Blackmorea, koji je sastav napusti nedugo nakon što je album objavljen.

## Popis pjesama
Sve pjesme napisali su Ritchie Blackmore, David Coverdale, Glenn Hughes, Jon Lord i Ian Paice, osim gdje je drugačije naznačeno.
1. "Stormbringer" (Blackmore, Coverdale) – 4:03
2. "Love Don't Mean a Thing" – 4:23
3. "Holy Man" (Coverdale, Hughes, Lord) – 4:28
4. "Hold On" (Coverdale, Hughes, Lord, Paice) – 5:05
5. "Lady Double Dealer" (Blackmore, Coverdale) – 3:19
6. "You Can't Do It Right (With the One You Love)" (Blackmore, Coverdale, Hughes) – 3:24
7. "High Ball Shooter" – 4:26
8. "The Gypsy" – 4:13
9. "Soldier of Fortune" (Blackmore, Coverdale) – 3:14

### Obrađene bonus skladbe
1. "Holy Man" (remiks) - 4:38
2. "You Can't Do It Right" (remiks) - 3:53
3. "Love Dont Mean A Thing" (remiks) - 5:21
4. "Hold On" (remix) - 5:23
5. "Soldier of Fortune" (remiks) - 3:12
6. "High Ball Shooter" (instrumental) - 4:30

## Izvođači
- Ritchie Blackmore - gitara
- David Coverdale - prvi vokal
- Glenn Hughes - bas-gitara, vokal
- Jon Lord - orgulje, klavijature
- Ian Paice - bubnjevi

### Produkcija
- Snimljeno u kolovozu u 'Musicland Studios', Münchenu i miksano u 'The Record Plant', Los Angeles tijekom rujna 1974.
- Projekcija - Martin Birch; asistenti - Mack i Hans
- Miks - Martin Birch i Ian Paice; asistenti - Gary Webb i Garry Ladinsky
- Producent - Deep Purple i Martin Birch
- Remiks - Glenn Hughes

## Vanjske povenice
- Discogs.com - Deep Purple  - Stormbringer